# Moha (Hongarije)
Moha is een plaats (község) en gemeente in het Hongaarse comitaat Fejér. Moha telt 425 inwoners (2001).